# Parafia Narodzenia Najświętszej Maryi Panny w Żydowie
Parafia Narodzenia Najświętszej Maryi Panny w Żydowie – parafia rzymskokatolicka, znajdująca się w archidiecezji warmińskiej, w dekanacie Bartoszyce. W parafii posługują księża diecezjalni. Według stanu na lipiec 2025 administratorem parafii był ks. mgr Tomasz Mazurowski. 